# Obaysch
Obaysch (1849? – 11. března 1878) je jméno prvního hrocha žijícího na britských ostrovech od pravěku a prvního v Evropě od doby římského impéria.
Turecký vicekrál Egypta, Abbás paša, se dohodl s britským generálním konzulem sirem Charlesem Augustusem Murraym na výměně několika greyhoundů a deerhoundů za hrocha chyceného na ostrově v Bílém Nilu. Hroší mládě (staré méně než rok) bylo pojmenováno po ostrově, kde bylo odchyceno. Bylo posláno do Káhiry lodí speciálně upravenou pro něho a pro jeho kojné – krávy. Jeho ošetřovatel Hamet spal každou noc těsně u něho. Doprovázela je mj. pěchotní rota.
Když Obaysch dorazil do Káhiry na konzulát, byl jím sir Murray nadšen. Prohlásil, že hrošík je krotký a hravý jako novofundlandské štěně, zná své chovatele a následuje je po celém dvoře, a pokud se bude tak slibně vyvíjet a bude tak něžný a inteligentní, bude tím nejpřitažlivějším objektem, jaký kdy v britské zahradě lidé spatřili.
Počátkem roku 1850 vypluli Obaysch, Hamet a další průvodci parníkem společnosti P&O (se speciálním bazénem) do Southamptonu. Do londýnské zoo přijeli 25. května 1850. Tam Obaysch následoval Hameta, který trousil datle, do výběhu se speciálně vyhřívaným bazénem.
V Londýně se z něj přes noc stala senzace. Každý den se na Obayscha přicházelo podívat až 10 000 lidí. Kromě jiného inspiroval výrobce suvenýrů k výrobě předmětů spjatých s hrochy; dokonce byla složena Hroší polka. Díky němu se počet návštěvníků londýnské zoo toho roku zdvojnásobil.

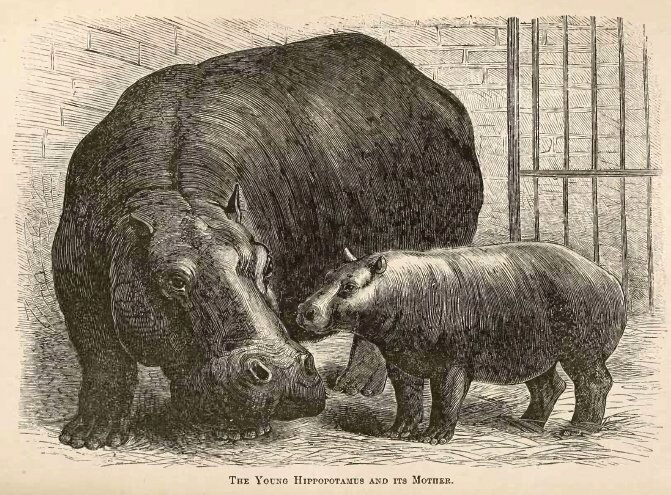
Adhela a Guy Fawkes (rytina); Popular Scientist Magazine, 1873

Mezi návštěvníky byl i autor fotografie Don Juan Carlos Maria Isidro de Borbón, conde de Montizón (1822–1887), pretendent španělského a později francouzského trůnu.
Když se Charles Augustus Murray vrátil do Anglie (1875), často Obayscha navštěvoval. Volal na něj v arabštině a Obaysch k němu přicházel a hlasitě chrochtal, protože jednoho ze svých prvních přátel poznal. V březnu 1857 Murray o sobě a Obayschovi napsal. V Anglii byl široce znám jako „Hroch Murray“.
O čtyři roky později poslal Abbás paša do Londýna druhého hrocha, samici jménem Adhela. Do zoo se dostala 22. července 1854. První potomek Obayscha a Adhely přišel na svět v roce 1871, ale po dvou dnech uhynul. Uhynulo i druhé mládě, narozené v následujícím roce. Až třetí, narozené 5. listopadu 1872, přežilo. Byla to samička a dostala jméno Guy Fawkes. Adhela přežila Obaysche o čtyři roky; uhynula 16. prosince 1882.